# Coupe de Tunisie de football 1964-1965
Navigation
Coupe de Tunisie 1963-1964 Coupe de Tunisie 1965-1966
La Coupe de Tunisie de football 1964-1965 est la 10e édition de la coupe de Tunisie depuis 1956, et la 35e au total. Elle est organisée par la Fédération tunisienne de football (FTF).

## Résultats

### Premier tour
Le premier tour est disputé le 13 septembre 1964 :
- Club athlétique du gaz - Ezzahra Sports : 2 - 1
- Club sportif goulettois - Union sportive de Carthage : 3 - 0
- Tunis Air Club bat Union sportive de la Nouvelle Ariana
- Vague sportive de Menzel Abderrahmane - Astre sportif de Menzel Jemil : 7 - 1
- Société sportive de Oued Smen - Flèche sportive de Ras Jebel : Forfait
- Union sportive de Sidi Bou Ali bat Chiheb sportif de Ouerdanine
- Ennadha sportive de Jemmel bat Club sportif de Jebiniana : Forfait
- Club olympique du Kram - Jeunesse athlétique de Bougatfa : 3 - 0
- Union sportive khémissienne bat Club sportif de Sbiba
- Kalâa Sport bat Hirondelle sportive de Kalâa Kebira
- Football M'dilla Club bat Aurore sportive d'El Guettar
- Union sportive de Sbeïtla bat Gazelle sportive de Moularès
- Stade sportif gafsien - Astre sportif de Degache : 6 - 4
- Grombalia Sports - El Baath sportif de Béni Khiar : 4 - 0
- Avenir populaire de Soliman bat Club sportif de Korba
- Association Mégrine Sport - Al Hilal : 2 - 1
- Jeunesse sportive de La Manouba - Jeunesse sportive d'El Omrane : 2 - 2 (corners 12-6)
- Stade zaghouanais - Monopoles Athlétique Club : 2 - 1 (a. p.)
- Jeunesse sportive métouienne - Jeunesse sportive de Bou Arada : Forfait
- Éclair sportif d'Ebba Ksour - Club medjezien : 6 - 3
- Association sportive musulmane de Souk El Khemis - Étoile sportive de Gaâfour : 2 - 1
- Stade nabeulien - Étoile sportive de Béni Khalled : 3 - 1
- Aigle sportif de Téboulba bat Enfida Sports
- Astre sportif de Zaouiet Sousse bat Baath sportif de Sidi Amor Bouhajla
- Aigle sportif de Sidi Bouzid bat Club sportif de Nefta
- Union sportive de Ben Guerdane - Olympique de Médenine : Forfait
- Club sportif de Makthar - Avenir keffois : 2 - 1
- Association des PTT (Tunis) - Aroussa Sport : 5 - 2

### Deuxième tour
Le deuxième tour est disputé le 27 septembre 1964 :
- Club athlétique du gaz bat Club sportif goulettois
- Étoile sportive du Fahs bat Association sportive des traminots
- Union sportive de Radès bat Tunis Air Club
- Vague sportive de Menzel Abderrahmane bat Société sportive de Oued Smen
- Skhira Pipeline Sport bat Union sportive de Sidi Bou Ali
- Ennahdha sportive de Jemmel bat Club olympique de Kélibia
- Association sportive Ittihad bat Association sportive du Plan et des Finances
- Mouldia sportive de Den Den bat Club olympique du Kram
- Club sportif de Tabarka bat Éclair testourien
- Union sportive khémissienne bat Kalâa Sport
- Football M'dilla Club bat Union sportive de Sbeïtla
- Stade sportif gafsien bat Croissant sportif de Redeyef
- Avenir populaire de Soliman bat Espoir sportif de Tazerka
- Association Mégrine Sport bat Jeunesse sportive de La Manouba
- Stade zaghouanais bat Jeunesse sportive métouienne
- Éclair sportif d'Ebba Ksour bat Association sportive de Ghardimaou
- Étoile sportive aounienne bat Association sportive musulmane de Souk El Khemis
- Football Club de Jérissa bat Étoile sportive khemirienne (Aïn Draham)
- Thala Sport bat Olympique de Béja
- Club sportif menzelien bat Étoile sportive de Menzel Temime
- Stade nabeulien bat Association sportive d'Hammamet
- Aigle sportif de Téboulba - Union sportive ksibienne (Ksibet el-Médiouni) : 3 - 0
- Sporting Club de Moknine bat Astre sportif de Zaouiet Sousse
- Croissant sportif d'Akouda bat Espoir sportif de Hammam Sousse
- Aigle sportif de Sidi Bouzid bat Alfa sportive de Kasserine
- Union sportive de Ben Guerdane bat Tataouine Sports

### Troisième tour
Les matchs du troisième tour sont joués le 11 octobre 1964 :
- Club athlétique du gaz - Étoile sportive du Fahs : 5 - 1
- Union sportive de Radès bat Vague sportive de Menzel Abderrahmane
- Skhira Pipeline Sport - Ennadha sportive de Jemmel : 3 - 0
- Association sportive Ittihad - Mouldia sportive de Den Den : 4 - 2
- Club sportif de Tabarka - Union sportive khémissienne : 4 - 3
- Football M'dilla Club bat Stade sportif gafsien
- Grombalia Sports - Avenir populaire de Soliman : 3 - 0
- Association Mégrine Sport bat Stade zaghouanais
- Éclair sportif d'Ebba Ksour - Étoile sportive aounienne (Siliana) : 1 - 0
- Football Club de Jérissa bat Thala Sport
- Club sportif menzelien - Stade nabeulien : 1 - 1 (corners 6 - 6), qualifié au premier but marqué
- Aigle sportif de Téboulba - Espérance sportive de Bouhjar : 2 - 0
- Sporting Club de Moknine - Croissant sportif d'Akouda : 5 - 0
- Aigle sportif de Sidi Bouzid - Union sportive de Ben Guerdane : 3 - 1

### Quatrième tour
Le quatrième tour réunit les 24 clubs de seconde division et les quatorze qualifiés du troisième tour. Les matchs sont joués le 8 novembre 1964 :
- Stade sportif sfaxien - Patriote de Sousse : 2 - 1
- Jeunesse sportive tebourbienne - Club athlétique du gaz : 1 - 1 (corners 4-3)
- Union sportive de Radès - Skhira Pipeline Sport : 3 - 1
- Association sportive souk-arbienne - Association sportive Ittihad : 2 - 0
- Stade africain de Menzel Bourguiba - Association sportive de Djerba : 3 - 0
- Club sportif de Tabarka - Football M'dilla Club : match non joué pour suspension du FMC
- Grombalia Sports - Stade populaire : 2 - 1
- Sporting Club de Ben Arous - La Palme sportive de Tozeur : 3 - 1 (a. p.)
- Association Mégrine Sport - Croissant sportif de M'saken : 2 - 2 (corners 5-0)
- Al Mansoura Chaâbia de Hammam Lif - Espérance sportive de Zarzis : 5 - 1
- Union sportive maghrébine - El Makarem de Mahdia : 2 - 2 (corners 5-4)
- Stade gabésien - Union sportive de Gafsa Ksar : Forfait
- Éclair sportif d'Ebba Ksour - Jeunesse sportive kairouanaise : 4 - 0
- Football Club de Jérissa - Étoile sportive de Métlaoui : 2 - 0
- Club sportif menzelien - Aigle sportif de Téboulba : 2 - 0
- Club olympique tunisien - Sporting Club de Moknine : 3 - 1
- Union sportive monastirienne - Aigle sportif de Sidi Bouzid : 8 - 0
- Association sportive de l'Ariana - Club sportif des cheminots : 1 - 0

Un match additionnel est joué le 14 novembre 1964 :
- Olympique du Kef - Widad athlétique de Tunis : 0 - 0 (corners 5-4)

### Seizièmes de finale
En plus des 19 qualifiés du tour précédent, onze clubs de division nationale font leur entrée en coupe. L'Espérance sportive de Tunis, détenteur du titre, est qualifiée d'office pour les huitièmes de finale. Les matchs des seizièmes de finale sont joués le 22 novembre 1964 :
| Équipe 1                         | Équipe 2                           | Score 90'         |
| -------------------------------- | ---------------------------------- | ----------------- |
| Club sportif de Hammam Lif       | Stade sportif sfaxien              | 2 - 1             |
| Club sportif sfaxien             | Union sportive monastirienne       | 0 - 0             |
| Club africain                    | Jeunesse sportive tebourbienne     | 3 - 0             |
| Association sportive de l'Ariana | Union sportive de Radès            | 2 - 1             |
| Club athlétique bizertin         | Association sportive souk-arbienne | 1 - 0             |
| Union sportive tunisienne        | Stade africain de Menzel Bourguiba | 2 - 1             |
| Éclair sportif d'Ebba Ksour      | Stade soussien                     | 0 - 0             |
| Sfax railway sport               | Club sportif de Tabarka            | 7 - 0             |
| En-Nadi Ahly de Mateur           | Grombalia Sports                   | 4 - 1             |
| Étoile sportive du Sahel         | Avenir musulman                    | 0 - 0             |
| Stade gabésien                   | Club olympique tunisien            | 1 - 1             |
| Club sportif menzelien           | Sporting Club de Ben Arous         | 2 - 1             |
| Olympique du Kef                 | Association Mégrine Sport          | 2 - 1             |
| Espérance sportive de Tunis      | -                                  | Qualifié d'office |
| Football Club de Jérissa         | Al Mansoura Chaâbia de Hammam Lif  | 1 - 0             |
| Stade tunisien                   | Union sportive maghrébine          | 4 - 0             |

Des matchs sont rejoués le 4 décembre 1964 :
| Équipe 1                     | Équipe 2                    | Score 90'       |
| ---------------------------- | --------------------------- | --------------- |
| Club olympique tunisien      | Stade gabésien              | Victoire du COT |
| Avenir musulman              | Étoile sportive du Sahel    | 1 - 0           |
| Stade soussien               | Éclair sportif d'Ebba Ksour | 2 - 0           |
| Union sportive monastirienne | Club sportif sfaxien        | 2 - 1           |

### Huitièmes de finale
Les matchs sont disputés le 3 janvier 1965 et le match à rejouer le 15 janvier :
| Équipe 1                         | Équipe 2                    | Score 90' |
| -------------------------------- | --------------------------- | --------- |
| Club athlétique bizertin         | Stade tunisien              | 1 - 0     |
| Club sportif de Hammam Lif       | Football Club de Jérissa    | 1 - 0     |
| Union sportive tunisienne        | Club sportif menzelien      | 1 - 0     |
| Club africain                    | Espérance sportive de Tunis | 1 - 0     |
| Club olympique tunisien          | Avenir sportif de La Marsa  | 3 - 3     |
| Avenir sportif de La Marsa       | Club olympique tunisien     | 2 - 1     |
| Stade soussien                   | Sfax railway sport          | 1 - 0     |
| Union sportive monastirienne     | En-Nadi Ahly de Mateur      | 7 - 0     |
| Association sportive de l'Ariana | Olympique du Kef            | 5 - 3     |

### Quarts de finale
| Date            | Équipe 1                     | Équipe 2                         | Score 90' |
| --------------- | ---------------------------- | -------------------------------- | --------- |
| 14 février 1965 | Avenir sportif de La Marsa   | Club athlétique bizertin         | 2 - 1     |
| 14 février 1965 | Club sportif de Hammam Lif   | Club africain                    | 0 - 0     |
| 5 mars 1965     | Club africain                | Club sportif de Hammam Lif       | 2 - 0     |
| 14 février 1965 | Union sportive monastirienne | Association sportive de l'Ariana | 2 - 0     |
| 14 février 1965 | Union sportive tunisienne    | Stade soussien                   | 2 - 1     |

### Demi-finales
| Date          | Équipe 1                   | Équipe 2                     | Score 90' |
| ------------- | -------------------------- | ---------------------------- | --------- |
| 11 avril 1965 | Avenir sportif de La Marsa | Union sportive monastirienne | 3 - 1     |
| 11 avril 1965 | Club africain              | Union sportive tunisienne    | 1 - 0     |

### Finale
| Date        | Équipe 1      | Équipe 2                   | Score 90' | Score 120' |
| ----------- | ------------- | -------------------------- | --------- | ---------- |
| 16 mai 1965 | Club africain | Avenir sportif de La Marsa | 0 - 0     | 0 - 0      |
| 6 juin 1965 | Club africain | Avenir sportif de La Marsa | 2 - 1     |            |

La finale est arbitrée par Hédi Abdelkader, secondé par Hédi Attig et Abdesselem Chetmi pour les deux éditions. Les buts sont marqués par Tahar Chaïbi (12e min. et 24e min.) pour le Club africain et par Mokhtar Chelbi (31e min.) pour l'Avenir sportif de La Marsa.
Les formations alignées lors de la première édition sont :
- Club africain (entraîneur : Fabio Roccheggiani) : Sadok Sassi - Taoufik Lakhoua, Mahmoud Ben Ammar, Hamadi Khouini, Amor Amri, Ahmed Bouajila, Youssef Kaouel, Abderrahmane Rahmouni, Tahar Chaïbi, Mohamed Salah Jedidi, Béchir Kekli ; Khouini et Rahmouni sont remplacés par Taoufik Klibi et Larbi Touati lors de la deuxième édition.

- Avenir sportif de La Marsa (entraîneur : Sándor Pázmándy) : Ferjani Derouiche - Abdelkrim Trabelsi, Hédi Douiri, Larbi Aouini, Ali Selmi, Taoufik Ben Othman, Tahar Gabsi Anniba, Hamadi Chehab, Youssef Meknassi, Ammar Merrichkou, Mouldi Mezghouni ; Derouiche et Meknassi cèdent leur place à Moncef Kechiche et Mokhtar Chelbi pour le deuxième match.

## Meilleurs buteurs
C'est Hamadi Zidi (USMo), avec cinq buts, qui est le meilleur buteur de l'édition devant Mokhtar Chelbi (ASM), auteur de quatre buts. 